# Dương Triệu Vũ
Võ Nguyễn Tuấn Linh, thường được biết đến với nghệ danh Dương Triệu Vũ (sinh ngày 1 tháng 1 năm 1984), là một nam ca sĩ người Việt Nam.

## Tiểu sử & Sự nghiệp
Là con út trong gia đình có sáu người con, Dương Triệu Vũ đã sớm bộc lộ niềm yêu thích đối với đọc sách và âm nhạc, đặc biệt là khả năng ghi nhớ lời và nhạc của các bài hát. Cha mẹ anh có gốc ở Quảng Nam nhưng vì lý do kinh tế nên đã di cư vào Đồng Nai rồi sau đó đến Cam Ranh, nơi mẹ anh điều hành nhà bảo sanh Phương Trâm.
Năm 1993, khi mới 9 tuổi, anh theo gia đình di cư sang Mỹ. Đặt chân đến một đất nước xa lạ, mỗi thành viên trong gia đình anh phải đối mặt với nhiều khó khăn. Khi đó, Dương Triệu Vũ là một cậu bé nhút nhát, thích đọc sách hơn là ra ngoài chơi. Tuy rằng ở Orlando, Florida khi đó chưa có nhiều người Việt sinh sống, mỗi dịp Tết Nguyên Đán và Tết Trung thu anh vẫn có cơ hội tham gia vào các cuộc thi hát. Năm 1994 anh đoạt giải quán quân và tiếp tục chiến thắng trong 2 năm tiếp theo. Sau đó, Dương Triệu Vũ trở thành ca sĩ solo hát tại nhà thờ địa phương.
Từ năm 2004, anh trở thành ca sĩ chính thức của Trung tâm Thúy Nga và thường xuyên xuất hiện trong các chương trình Paris by Night.
Năm 2010, anh chính thức về nước và tham gia vào làng giải trí Việt Nam.
Năm 2017, Dương Triệu Vũ lần đầu tham gia diễn xuất trong bộ phim Cô nàng ngổ ngáo.
Ngoài ra, anh còn đang là ca sĩ mới của trung tâm MayQ Productions và xuất hiện trong những chương trình của Saigon New Directions và Hollywood Night.

## Đời tư
Các thành viên trong gia đình:
- Nguyễn Thị Lệ Phương (mẹ)
- Võ Tòa (1937 - 2021) (bố)
- Võ Nguyễn Phương Trâm (con gái đầu)
- Võ Nguyễn Phương Trinh (con gái thứ hai)
- Diễn viên hài Hoài Linh (Võ Nguyễn Hoài Linh) (con trai thứ ba)
- Võ Nguyễn Duy Linh (con trai thứ tư)
- Ca sĩ Phương Trang (Võ Nguyễn Phương Trang) (con gái thứ năm)
- Ca sĩ Dương Triệu Vũ (Võ Nguyễn Tuấn Linh) (con trai út)
- Võ Lê Thành Vinh (con trai của Hoài Linh)

## Âm nhạc

### MV
- Siêu nhân
- Em lỡ thôi à?
- Những giấc mộng dài
- Bức tranh tiên kiếp
- MV Đam mỹ: Muộn màng
- MV Đam mỹ: Kết thúc để bắt đầu
- Chơi vơi trong cơn đau
- Ngày gặp lại
- Tình mộng
- Cảm giác với một người khác
- Anh biết
- Mộng mị
- Lời yêu thương
- Tỉnh mộng
- Trái tim ngục tù
- Xoá
- Còn mãi nồng nàn
- Cơn mơ
- Căn phòng (cùng Lệ Quyên)
- Nhớ rất nhớ (cùng Bảo Thy)
- Xa em kỷ niệm (cùng Hồng Ngọc)
- Anh không cần
- Người là ai ở đâu
- Như chưa hề chia tay (cùng Đàm Vĩnh Hưng)
- Sao ơi tình ơi (cùng Cẩm Ly)

### Lyrics video/Audio
- Anh biết
- Bức tranh tiền kiếp
- Lạc mất mùa xuân
- Ngày gặp lại
- Mộng mị
- Kết thúc để bắt đầu
- Em lỡ thôi à

### Bài hát tiêu biểu
- Ngẫu hứng Bolero
- Căn phòng
- Đêm cuối
- Liên khúc Bolero ngẫu hứng
- Trọn kiếp bình yên (cùng Lệ Quyên)
- Tình em xứ quản (cùng Hoài Linh và Đàm Vĩnh Hưng)
- Trái tim chờ em
- Lời yêu thương
- Cảm giác với một người khác
- Chị ơi
- Nhớ rất nhớ (cùng Vũ Ngọc Ánh)
- Người thay thế
- Tháng sáu trời mưa
- Vào hạ
- Liên khúc Xuân yêu thương & Thì thầm mùa xuân
- Người yêu cô đơn
- Lạc mất mùa xuân
- Sway
- Người yêu cô đơn
- Tình ơi xin ngủ yên
- Và nhiều bà hát khác

## Các tiết mục tại Trung tâmThuý Nga-Paris By Night
| STT | Ca khúc | Thể hiện với | Chương trình                 | Năm  |
| --- | --- | --- | ---------------------------- | ---- |
| 1   | Cho Người Tình Lỡ (Hoàng Nguyên)                                                                                              | solo | Paris By Night 73            | 2004 |
| 2   | Đoạn Buồn Cho Tôi (Tú Nhi) | solo | Paris By Night 75            | 2004 |
| 3   | Chúc Xuân (Đinh Trung Chính)                                                                                                  | Vân Quỳnh | Paris By Night 76            | 2005 |
| 4   | Viễn Khúc Việt Nam (Hàn Lệ Nhân)                                                                                              | solo | Paris By Night 77            | 2005 |
| 5   | Lời Cảm Ơn (Ngô Thụy Miên, Hạ Đỏ Bích Phượng)                                                                                 | Khánh Ly, Lệ Thu, Hoàng Oanh, Tuấn Ngọc, Khánh Hà, Như Quỳnh, Minh Tuyết, Bằng Kiều, Thu Phương, Lưu Bích, Nguyễn Hưng, Thủy Tiên, Bảo Hân, Lương Tùng Quang, Thế Sơn, Trần Thái Hòa, Quang Lê, Như Loan, Loan Châu, Tâm Đoan, Hồ Lệ Thu, Vân Quỳnh | Paris By Night 77            | 2005 |
| 6   | Biết Đến Thuở Nào (Tùng Giang)                                                                                                | solo | Paris By Night 78            | 2005 |
| 7   | Trọn Kiếp Bình Yên (Đăng Anh)                                                                                                 | Minh Tuyết | Paris By Night 79            | 2005 |
| 8   | Khiêu Vũ Bên Nhau (LV: Vũ Xuân Hùng)                                                                                          | Lương Tùng Quang, Tommy Ngô, Minh Tuyết, Tâm Đoan, Bảo Hân, Tú Quyên, Hồ Lệ Thu, Lynda Trang Đài | Paris By Night 79            | 2005 |
| 9   | Dáng Xuân (Minh Châu) | solo | Paris By Night 80            | 2006 |
| 10  | Khúc Ca Mùa Đông (LV: Hoàng Tuấn Nghĩa)                                                                                       | solo | Paris By Night 81            | 2006 |
| 11  | Dĩ Vãng Êm Đềm (Tường Văn) | Vân Quỳnh | Paris By Night 82            | 2006 |
| 12  | Những Ngày Nắng Đẹp (LV: Phạm Duy)                                                                                            | Lương Tùng Quang, Adam Hồ, Vân Quỳnh, Angela Trâm Anh, Hollie Thanh Ngọc | Paris By Night 82            | 2006 |
| 13  | Mùa Hoa Anh Đào (Thanh Sơn)                                                                                                   | solo | Paris By Night 83            | 2006 |
| 14  | Lại Gần Hôn Em (LV: Phạm Duy)                                                                                                 | Ngọc Liên | Paris By Night 84            | 2006 |
| 15  | Đoàn Người Lữ Thứ (Lam Phương)                                                                                                | Thế Sơn, Trần Thái Hòa, Lương Tùng Quang, Trịnh Lam, Huy Tâm, Tâm Đoan, Hương Thủy, Ngọc Liên, Ngọc Loan, Quỳnh Vi, Hương Giang | Paris By Night 88            | 2007 |
| 16  | LK Say, Lầm (Lam Phương) | Trịnh Lam | Paris By Night 88            | 2007 |
| 17  | Thiên Đàng Đánh Mất (Nguyễn Hồng Thuận)                                                                                       | solo | Paris By Night 89            | 2007 |
| 18  | LK Bốn Mắt Anh Yêu (Thế Hiển), Cô Bắc Kỳ Nho Nhỏ (Phạm Duy, Nguyễn Tất Nhiên)                                                 | Lương Tùng Quang | Paris By Night 90            | 2007 |
| 19  | Từ Miền Bắc (Phạm Duy) | Quỳnh Vi, Thế Sơn, Bằng Kiều, Quang Lê, Trần Thái Hòa, Trịnh Lam | Paris By Night 91            | 2008 |
| 20  | Qua Miền Trung (Phạm Duy) | Mai Thiên Vân, Trần Thái Hòa, Trịnh Lam, Lưu Việt Hùng, Nguyễn Hoàng Nam | Paris By Night 91            | 2008 |
| 21  | Đêm Lang Thang (Vinh Sử) | solo | Paris By Night 91            | 2008 |
| 22  | LK Câu Chuyện Tình Tôi (Kim Tuấn), Nửa Vầng Trăng (Nhật Trung)                                                                | Bảo Hân | Paris By Night 92            | 2008 |
| 23  | LK Top Hits | Minh Tuyết, Quỳnh Vi, Tú Quyên, Ngọc Liên, Nguyệt Anh, Bằng Kiều, Trịnh Lam, Lương Tùng Quang, Nguyễn Thắng | Paris By Night 92            | 2008 |
| 24  | Em Ở Đâu (Chí Tài) | solo | Paris By Night 93            | 2008 |
| 25  | Hãy Cho Tôi Ngày Mai (Hoài An, Võ Hoài Phúc)                                                                                  | Trịnh Lam, Lương Tùng Quang, Minh Tuyết, Bảo Hân, Hồ Lệ Thu | Paris By Night 94            | 2008 |
| 26  | Nếu Chỉ Còn Một Ngày (Hoài An)                                                                                                | Khánh Ly, Khánh Hà, Bằng Kiều, Thế Sơn, Don Hồ, Trần Thái Hòa, Minh Tuyết, Quang Lê, Mai Thiên Vân, Hương Thủy, Hồ Lệ Thu, Trúc Lam, Trúc Linh, Tú Quyên, Quỳnh Vi, Ngọc Liên, Lương Tùng Quang, Lưu Việt Hùng, Nguyệt Anh, Hương Giang | Paris By Night 95            | 2009 |
| 27  | Đừng lừa dối (LV: Chu Minh Ký)                                                                                                | solo | Paris By Night 95            | 2009 |
| 28  | LK Paris By Night Top Hits | Bảo Hân, Lương Tùng Quang, Hồ Lệ Thu, Trịnh Lam, Quỳnh Vi, Như Loan, Minh Tuyết, Lưu Bích, Nguyễn Hưng, Don Hồ, Thế Sơn | Paris By Night 96            | 2009 |
| 29  | LK Tiễn Anh Về Với Người (Tùng Châu, Thái Thịnh), Tình Là Gì (Thái Thịnh)                                                     | Bảo Hân | Paris By Night 96            | 2009 |
| 30  | You're My Heart, You're My Soul (LV: Võ Hoài Phúc)                                                                            | solo | Paris By Night 97            | 2009 |
| 31  | LK Send Me An Angel & So Sad (LV: Chiêu Nghi)                                                                                 | Lam Anh | Paris By NIght 98            | 2009 |
| 32  | Kỷ Niệm (Phạm Duy) | solo | Paris By Night 99            | 2010 |
| 33  | Em Lụa Là (Lưu Thiên Hương)                                                                                                   | Hương Giang | Paris By Night 109           | 2013 |
| 34  | Hát Mãi Bài Tình Ca (Thái Thịnh)                                                                                              | Minh Tuyết, Như Loan, Tóc Tiên, Như Quỳnh, Don Hồ, Mai Thiên Vân, Hạ Vy, Mạnh Quỳnh, Hương Thủy, Quang Lê, Ngọc Hạ, Trần Thái Hòa, Thế Sơn, Châu Ngọc, Hồ Lệ Thu, Kỳ Phương Uyên, Mai Tiến Dũng, Quỳnh Vi, Trịnh Lam, Lương Tùng Quang, Diễm Sương, Duy Trường, Khánh Lâm, Tommy Ngô, Lynda Trang Đài, Đình Bảo, Ánh Minh, Hương Giang, Anh Tú, Thiên Tôn, Ý Lan, Ngọc Anh, Thu Phương, Giang Tử, Hương Lan, Thái Châu, Quang Dũng, Nguyễn Hưng, Thanh Hà, Lưu Bích, Tuấn Ngọc, Khánh Hà, Lam Anh, Bằng Kiều, Họa Mi, Elvis Phương | Paris By Night 109           | 2013 |
| 35  | Muốn Nghe Từ Em Nói (Võ Hoài Phúc)                                                                                            | solo | Paris By Night 123           | 2017 |
| 36  | LK Giết Người Trong Mộng (Phạm Duy), Mười Năm Tình Cũ (Trần Quảng Nam), Vết Thù Trên Lưng Ngựa Hoang (Phạm Duy, Ngọc Chánh)   | solo | Paris By Night Divos         | 2018 |
| 37  | LK Em Hiền Như Ma Soeur, Thà Như Giọt Mưa, Hai Năm Tình Lận Đận (Phạm Duy, Nguyễn Tất Nhiên)                                  | Don Hồ | Paris By Night 124           | 2018 |
| 38  | Tình Yêu Xây Đắp Nhân Gian (Hamlet Trương)                                                                                    | Don Hồ, Bằng Kiều, Trần Thái Hòa, Lương Tùng Quang, Lam Anh, Ngọc Anh, Minh Tuyết, Như Loan, Nguyễn Hồng Nhung | Paris By Night 126           | 2018 |
| 39  | Touch (Phúc Trường) | Lam Anh | Paris By Night 126           | 2018 |
| 40  | LK Một Thời Đã Xa (Trường Huy, Nguyễn Thanh Hà), 999 Đoá Hồng, Tình Nhạt Phai (LV: Tùng Giang), Trọn Kiếp Bình Yên (Đăng Anh) | Minh Tuyết | Paris By Night 128 VIP Party | 2018 |
| 41  | Feel The Lights (Võ Hoài Phúc)                                                                                                | Như Ý | Paris By Night 128           | 2019 |
| 42  | Quy Nhơn Mênh Mang Niềm Nhớ (Ngô Tín, Xuân Thi)                                                                               | solo | Paris By Night 134           | 2023 |
| 43  | L'Amour De Ma Vie (Hoàng Huy Long)                                                                                            | Lam Anh | Paris By Night 136           | 2024 |
| 44  | Chiếc Miệng Đời (Jin) | solo | Paris By Night 138           | 2025 |

## Album/Single đã phát hành

### Thiên Đàng Đánh Mất (2007)
Danh sách bài hát:
Lại Một Lần Nữa - Dương Triệu Vũ
Đợi Em Trong Mơ - Dương Triệu Vũ
Thương Nhau Ngày Mưa - Dương Triệu Vũ
Ngày Xưa Em Hỡi - Dương Triệu Vũ
Goodbye My Love (Tạm Biệt Tình Yêu) - Dương Triệu Vũ
Cỏ Úa - Dương Triệu Vũ
Con Đường Không Có Tên Anh - Dương Triệu Vũ
Từ Đây Thôi Nhé - Dương Triệu Vũ
Thiên Đàng Đánh Mất - Dương Triệu Vũ
20 Năm Tình Cũ - Dương Triệu Vũ
Một Lần Được Yêu - Dương Triệu Vũ

### Em Ở Đâu (2009)
Danh sách bài hát:
Trái Tim Chờ Em - Dương Triệu Vũ
Dù Anh Vẫn Biết - Dương Triệu Vũ
Kiếp Đam Mê - Dương Triệu Vũ
Đời Vẫn Lang Thang - Dương Triệu Vũ - Hồng Ngọc
Xa Em Kỷ Niệm - Dương Triệu Vũ
Đừng Lừa Dối - Dương Triệu Vũ
Sao Người Nỡ Quên - Dương Triệu Vũ
Đêm Hoang Vắng - Dương Triệu Vũ
Trái Tim Sầu - Dương Triệu Vũ
Em Ở Đâu - Dương Triệu Vũ
Liên khúc Câu Chuyện Tình Tôi & Nửa Vầng Trăng - Dương Triệu Vũ - Bảo Hân

### Mãi Mãi Bên Em
Rất Muốn - Dương Triệu Vũ
Mãi Mãi Bên Em - Dương Triệu Vũ
Xa Em Kỷ Niệm - Dương Triệu Vũ
Trái Tim Chờ Em - Dương Triệu Vũ
Tạm Biệt Tình Yêu - Dương Triệu Vũ
Đừng Lừa Dối - Dương Triệu Vũ ft. Lam Trường
Anh Vẫn Thứ Tha - Dương Triệu Vũ
Sao Ơi Tình Ơi - Dương Triệu Vũ
Người Là Ai Ở Đâu - Dương Triệu Vũ
Như Chưa Hề Chia Tay - Dương Triệu Vũ
Sad Without You - Dương Triệu Vũ
Túp Lều Lý Tưởng - Dương Triệu Vũ ft. Hồng Ngọc

### Siêu Nhân (2011)
Danh sách bài hát:
Siêu Nhân - Dương Triệu Vũ
Biến Đổi - Dương Triệu Vũ
Tỉnh Mộng - Dương Triệu Vũ
Em Có Hay - Dương Triệu Vũ
Anh Không Cần - Dương Triệu Vũ
Sớm Muộn Gì Cũng Sẽ Phôi Pha - Dương Triệu Vũ
Người Về Từ Lòng Đất - Dương Triệu Vũ
Hận Tình Trong Mưa - Dương Triệu Vũ
Đừng Tìm Lại - Dương Triệu Vũ

### The Best of Dương Triệu Vũ (2011)
Danh sách bài hát:
Căn Phòng - Dương Triệu Vũ ft. Lệ Quyên
Thiên Đường Đánh Mất - Dương Triệu Vũ
Tỉnh Mộng - Dương Triệu Vũ
Lại Một Lần Nữa - Dương Triệu Vũ
Từ Đây Thôi Nhé - Dương Triệu Vũ
Nhớ Rất Nhớ - Dương Triệu Vũ ft. Bảo Thy
Lời Yêu Thương - Dương Triệu Vũ
Trọn Kiếp Bình Yên - Dương Triệu Vũ ft. Minh Tuyết
Anh Vẫn Thứ Tha - Dương Triệu Vũ
Dù Anh Vẫn Biết - Dương Triệu Vũ
Anh Không Cần - Dương Triệu Vũ
Em Ở Đâu - Dương Triệu Vũ
Mãi Mãi Bên Em - Dương Triệu Vũ
Sao Ơi, Tình Ơi - Dương Triệu Vũ
Trái Tim Chờ Em - Dương Triệu Vũ
Đợi Em Trong Mơ - Dương Triệu Vũ
Siêu Nhân - Dương Triệu Vũ
Bản Tình Ca Mùa Đông - Dương Triệu Vũ

### Căn Phòng- Single (2011)
Danh sách bài hát:
Căn Phòng (Acoustic) - Dương Triệu Vũ
Căn Phòng - Dương Triệu Vũ ft. Lệ Quyên
Căn Phòng (DJ Wang Remix) - Dương Triệu Vũ
Căn Phòng (Phúc Bồ Remix) - Dương Triệu Vũ

### Các Single tiêu biểu
- Còn mãi nồng nàn (2012)
- Nhạc tình muôn thuở (2013)
- Uyên uyển
- Chúc xuân - Bên em mùa xuân
- Đêm xưa biển này
- Top songs: Dương Triệu Vũ
- Muộn màng
- Xuân về
- Ta đã có bao mùa nhớ
- Ngày Tết Việt Nam
- Ngày đó có em
- Xoá
- Trời sinh một cặp
- Những giấc mộng dài
- When i cry
- Rất muốn - Mãi bên em
- Nơi ấy tôi mơ
- 14 năm 9 tháng

## Giải thưởng
- Ca sĩ thể hiện hiệu quả nhất (Giải thưởng Album Vàng Tháng 8/2009)
- Album ấn tượng nhất (Giải thưởng Album Vàng Tháng 8/2009)
- Nam ca sĩ triển vọng: Dương Triệu Vũ (Zing Music Awards 2010)
- Ca sĩ được công chúng là bạn đọc Báo Người Lao động yêu thích nhất (Giải Mai Vàng 2011)
- Nam nghệ sĩ mới xuất sắc (Zing Music Awards 2011)
- Ca Khúc Của Năm - Nhớ rất nhớ ft Bảo Thy (Zing Music Awards 2011)
- Video Clip Của Năm - Siêu Nhân (Zing Music Awards 2011)
- Quán quân Cặp đôi hoàn hảo 2013 (cùng diễn viên Thanh Thuý)
- Top 5 ca sĩ được yêu thích - BẢNG TOP HIT (Làn sóng xanh 2014)[2]
- Quán quân Trời sinh một cặp 2017 (cùng Tản Đà)[3]

## Chương trình truyền hình
- Chuyện nhỏ 2012 - Người chơi
- Dám chinh phục ước mơ 2014 - Giám khảo
- Ơn giời! Cậu đây rồi 2014 - Khách mời
- Ngôi sao phương Nam 2015 - Giám khảo
- Chuyện đêm muộn 2015 - Khách mời
- Gương mặt thân quen 2015 - Khách mời
- Bán kết Hoa hậu Hoàn vũ Việt Nam 2015 - Ca sĩ khách mời
- Người nghệ sĩ đa tài 2016 - Giám khảo
- Tuyệt đỉnh song ca 2016 - Giám khảo, Huấn luyện viên
- Làng hài mở hội 2016 - Giám khảo
- Tuyệt đỉnh song ca nhí 2016 - Giám khảo
- Trời sinh một cặp 2017 - Giám khảo, Huấn luyện viên
- Tuyệt đỉnh song ca 2017 - Giám khảo, Huấn luyện viên
- Hát mãi ước mơ 2017 - Giám khảo
- Giọng ải giọng ai 2017 - Khách mời
- Bữa trưa vui vẻ 2017 - Khách mời
- Ca sĩ giấu mặt 2017 - Giám khảo
- Ban nhạc quyền năng (The band rules) 2017, 2018 - Giám khảo
- Giọng hát Việt nhí 2018 - Cố vấn chuyên môn
- Âm nhạc & Bước nhảy 2018 - Ca sĩ
- Cuộc chiến mỹ vị 2018 - Khách mời
- Tuyệt đỉnh song ca 2018 - Giám khảo, Huấn luyện viên
- Tuyệt đỉnh song ca nhí 2018 - Giám khảo
- Hoa hậu Trái đất 2018 - Giám khảo
- Ngôi sao danh vọng (Leading stars Project) 2018 - Giám khảo
- Giọng ải giọng ai 2019 - Giám khảo
- Sàn chiến giọng hát 2019 - Giám khảo
- Người ấy là ai 2019 - Ban cố vấn
- Thiên thần Việt Nam 2020 - Giám khảo
- Ca sĩ ẩn danh 2020 - Giám khảo
- Ngôi sao đương thời 2020 - Khách mời
- Sàn chiến giọng hát 2020 - Giám khảo
- Người ấy là ai 2020 - Ban cố vấn
- Sàn chiến giọng hát 2021 - Giám khảo
- Người ấy là ai 2021 - Ban cố vấn
- Chuyện khó nói 2021 - Khách mời
- Quý ông hoàn mỹ (The next gentleman) 2022 - Giám khảo bán kết
- Sàn chiến giọng hát 2022 - Giám khảo
- The Show Vietnam 2022 - Ca sĩ
- Siêu tài năng nhí 2022 - Giám khảo
- Và nhiều chương trình khác

## Liveshow
- Thiên Thần Trong Đêm - Sân khấu Lan Anh (ngày 19/3/2010).
- Tour Sinh viên (Thiên Thần và Sinh viên) (tháng 10/2010) Thiên Thần Và Người Tình với Mr. Đàm - Sân khấu 126, Thành phố Hồ Chí Minh (13/05 và 14/05/2010).
- Liveshow Dạ nguyệt 2021.
- Liveshow Uyên uyển 2022.